# Аристид Квинтилиан
Аристи́д Квинтилиа́н (др.-греч. Ἀριστείδης ὁ Κοϊντιλιανός, лат. Aristides Quintilianus) — греческий философ-неоплатоник, теоретик музыки, автор трактата «О музыке» (др.-греч. Περὶ μουσικῆς) в трёх книгах. Трактат о музыке сохранился в 56 рукописях преимущественно XIV—XV вв. (одна рукопись датирована концом XII в.). Датировка трактата затруднена: terminus post quem — (критически) упоминаемый Аристидом Цицерон, terminus ante quem — Марциан Капелла, цитирующий Аристида в 9-й книге своего трактата «О бракосочетании Филологии и Меркурия». Согласно американскому учёному Т. Матисену, глубоко исследовавшему рукописные источники, научный метод и музыкально-теоретическое учение Аристида, трактат написан в конце III — начале IV вв. н. э.
Трактат Аристида, состоящий из пролога, трёх книг и эпилога, непохож на обычный учебник гармоники. Необычность его в причудливом соединении, с одной стороны, обычного для этого жанра специфически научного обзора категорий музыки (очевидна преемственность с учёной традицией Аристоксена), с другой стороны, её расширенного философско-этического (не без влияния «Диалогов» Платона) обсуждения.
В первой книге, наряду с общеизвестными сведениями об интервалах и родах мелоса, Аристид даёт собственную классификацию музыки и развивает учение о 15 ладах (др.-греч. τρόποι; наряду с пятью базовыми в это число входят их гипер- и гиповарианты) и ладовых метаболах. Нотация ладовых звукорядов Аристида аналогична той, что известна нам по таблицам Алипия. Учение о ритме и метре обнаруживает параллели с Аристоксеном, но также с Гефестионом и Дионисием Галикарнасским. Ценность представляют также (редкие для античности) элементы учения о мелодии и связи её со стихом (известно как Мелопея).
Вторая книга Аристида исследует вопросы музыкального воспитания, главным образом в аспекте воздействия музыки на душу человека. Основные источники музыкальной этики Аристида — Платон, Аристотель и Плутарх. В третьей книге вводится пифагорейская музыкальная арифметика (в том числе кратко излагается деление монохорда), которую Аристид вписывает в контекст неоплатонической онтологии.
Трактат Аристида не был известен в средневековой Европе (только в той мере, в какой учёные музыканты пересказывали главы из Марциана). Некоторый интерес к нему возник в эпоху Возрождения (впервые — в трактатах Гафури и Салинаса) и барокко (Мерсенн, Кирхер). После фундаментальной публикации Марка Мейбома (1652, с латинским переводом и комментарием) Аристид занял почётное место в пантеоне древних мыслителей о музыке. В наши дни музыкальный трактат Аристида переведён на английский (дважды), немецкий, французский, испанский и русский языки. 